# Zevenjarige Oorlog (1756-1763)
De Zevenjarige Oorlog is de verzamelnaam van enkele oorlogen uitgevochten tussen 1756 en 1763 door vorstendommen met grondgebied in Europa en overzee ("koloniën"). Het koninkrijk Pruisen was aangevallen door legers van Oostenrijk, dat Silezië wilde heroveren. Oostenrijks bondgenoten Frankrijk en Spanje werden verslagen en moesten ten gevolge van de Vrede van Parijs een reeks koloniën afstaan aan Groot-Brittannië.

## Beginfase
Tijdens de Oostenrijkse Successieoorlog (1740-1748) had Pruisen het grootste deel van het aan Oostenrijk toebehorende Silezië ingenomen (eerste twee Silezische Oorlogen). Oostenrijk wilde dit ongedaan maken en vernieuwde het bondgenootschap met Rusland. Groot-Brittannië dat in de Successieoorlog aan de kant van Oostenrijk had gestaan, tegen Pruisen, keerde de kaarten nu om. Koning George II van Groot-Brittannië was echter tevens keurvorst van Hannover en meende dat hij dit bezit alleen veilig kon stellen door vrede te sluiten met het militair veel sterkere Pruisen (Verdrag van Westminster). Groot-Brittannië, Hannover en Pruisen vormden vervolgens in de Zevenjarige Oorlog "de Geallieerden". 
Groot-Brittannië was al sinds 1754 verwikkeld in de Franse en Indiaanse Oorlog. Dat leidde ertoe dat Frankrijk uit het kamp van de Geallieerden stapte en zich aansloot bij Oostenrijk, voorheen de 'eeuwige' erfvijand. De radicale wisseling van onder meer Groot-Brittanniës en Frankrijks bondgenootschappen staat bekend als de renversement des alliances. In 1756 werd de oorlog in Europa geopend met de Slag bij Minorca, waarin een Franse vloot de Engelse vloot versloeg.

## Europa
In Europa opende de Pruisische koning Frederik de Grote een succesvol offensief tegen Saksen. Het Saksische leger capituleerde te Pirna, waarna Saksen de facto Pruisisch werd. De Pruisische troepen trokken vervolgens Bohemen binnen en sloegen na de gewonnen Slag bij Praag ook het beleg om Praag. Frederik de Grote moest dit beleg vroegtijdig afbreken om een tegen hem oprukkend Oostenrijks-Frans leger het hoofd te bieden. Hij versloeg die strijdmacht eind 1757 verpletterend in de slagen bij Roßbach en Leuthen. Frankrijk zou zijn troepen in het vervolg van de oorlog niet meer diep Duitsland insturen.
Hierna bereikten Russische troepen de streek. Nu werd Pruisen in het defensief gedwongen. In de Slag bij Kunersdorf (1759) verpletterden Oostenrijks-Russische troepen de Pruisen. Pruisen won nog de Slag bij Torgau (1760) maar was uitgeput. Het koninkrijk was de ondergang nabij; koning Frederik werd geplaagd door zelfmoordgedachten.
Dan geschiedde het Mirakel des Hauses Brandenburg: tsarina Elisabeth stierf, waardoor Peter III tsaar werd. Deze was geboren in Duitsland en bewonderde Frederik II. Hij sloot niet alleen vrede met Pruisen, maar besloot het ook te helpen. Peter III werd spoedig hierna vermoord, maar voor Pruisen veranderde niets. Peters vrouw Catharina II was weliswaar minder Pruisischgezind en liet de alliantie dan ook ontbinden, maar omdat ze geen nieuwe oorlog wenste, liet ze Pruisen verder ongemoeid.

## Buiten Europa
Groot-Brittannië en Frankrijk bestreden elkaar ook buiten Europa. Dit is de reden dat soms naar de Zevenjarige Oorlog verwezen wordt als de "echte Eerste Wereldoorlog". Door de nederlagen van Frankrijk in Europa verloor Frankrijk ook de bovenhand in Noord-Amerika en India. Met de Britse verovering van Bengalen begon de opbouw van Brits-Indië. In 1762 namen de Britten daarenboven de Spaanse havensteden Havana en Manilla in. De door de Britten gewonnen Slag om Signal Hill bij St. John's in 1762 was de laatste slag van de Zevenjarige Oorlog die in Noord-Amerika plaatsvond. 

## Veldslagen
- Slag bij Lobositz (1 oktober 1756)
- Slag bij Reichenberg 21 april 1757)
- Slag bij Praag (6 mei 1757)
- Slag bij Kolin (18 juni 1757)
- Slag bij Hastenbeck (26 juli 1757)
- Slag bij Gross-Jagersdorf (30 augustus 1757)
- Slag bij Moys (7 september 1757)
- Slag bij Rossbach (5 november 1757)
- Slag bij Breslau (22 november 1757)
- Slag bij Leuthen (5 december 1757)
- Slag bij Krefeld of Slag aan de Hückelsmay (23 juni 1758)
- Slag bij Zorndorff (25 augustus 1758)
- Eerste Slag bij Lutterberg (10 oktober 1758)
- Slag bij Hochkirch (14 oktober 1758)
- Slag bij Bergen (13 april 1759)
- Slag bij Kay (23 juli 1759)
- Slag bij Minden (1 augustus 1759)
- Slag bij Kunersdorf (23 augustus 1759)
- Slag om Quebec (13 september 1759)
- Slag bij Hoyerswerda (25 september 1759)
- Slag bij Maxen (21 november 1759)
- Slag bij Meissen (4 december 1759)
- Slag bij Landshut (23 juni 1760)
- Slag bij Warburg (1 augustus 1760)
- Slag bij Liegnitz (15 augustus 1760)
- Slag bij Kloster Kampen (15 oktober 1760)
- Slag bij Torgau (3 november 1760)
- Slag bij Vellinghausen (15 juli – 16 juli 1761)
- Slag bij Burkersdorf (21 juli 1762)
- Tweede Slag bij Lutterberg (23 juli 1762)